# Jezioro Rzeckie
Jezioro Rzeckie, Nałódź, Naucz lub Nałcz (niem. Nautsch See) – jezioro w Polsce, położone w województwie warmińsko-mazurskim, w powiecie olsztyńskim, w gminie Biskupiec.

## Położenie i charakterystyka
Według regionalizacji fizycznogeograficznej Polski jezioro znajduje się na Pojezierzu Mrągowskim. Również według regionalizacji przyrodniczo-leśnej jezioro leży w mezoregionie Pojezierza Mrągowskiego, w dorzeczu Dymer–Pisa–Wadąg–Łyna–Pregoła. Znajduje się 5 km w kierunku południowo-zachodnim od Biskupca. Od strony południowej wpływa ciek niosąc wody z jeziora Rasząg, na północy istnieje okresowy odpływ w kierunku rzeki Dymer. W systemie gospodarki wodnej stanowi jednolitą część wód powierzchniowych „Rzeckie” o międzynarodowym kodzie PLLW30410.
Linia brzegowa rozwinięta, na jeziorze znajdują się wyspy o łącznej powierzchni 2,9 ha. Zbiornik wodny leży w otoczeniu pól i łąk, od strony północnej i południowej – podmokłych. Brzegi wysokie, gdzieniegdzie strome i zadrzewione.
Zgodnie z typologią abiotyczną zbiornik wodny został sklasyfikowany jako jezioro o wysokiej zawartości wapnia, o dużym wypływie zlewni, stratyfikowane, leżące na obszarze Nizin Wschodniobałtycko-Białoruskich (6a).
Zbiornik wodny według typologii rybackiej jezior zalicza się do sielawowych.
Jezioro leży na terenie obwodu rybackiego jeziora Rzeckie nr 29.

## Morfometria
Według danych Instytutu Rybactwa Śródlądowego powierzchnia zwierciadła wody jeziora wynosi 61,9 ha. Średnia głębokość zbiornika wodnego to 6,8 m, a maksymalna – 29,0 m. Lustro wody znajduje się na wysokości 152,1 m n.p.m. Objętość jeziora wynosi 3929,5 tys. m³. Maksymalna długość jeziora to 1680 m, a szerokość 640 m. Długość linii brzegowej wynosi 5500 m.
Inne dane uzyskano natomiast poprzez planimetrię jeziora na mapach w skali 1:50 000 opracowanych w Państwowym Układzie Współrzędnych 1965, zgodnie z poziomem odniesienia Kronsztadt. Otrzymana w ten sposób powierzchnia zbiornika wodnego to 52,5 ha, a wysokość bezwzględna lustra wody to 144,0 m n.p.m.
Według danych Urzędu Miasta Biskupiec powierzchnia wynosi 62,61 ha.

## Przyroda
W skład pogłowia występujących ryb wchodzą m.in. szczupak, leszcz, płoć, sandacz, węgorz, okoń i sielawa. Roślinność przybrzeżna niezbyt rozwinięta, dominuje trzcina, oczeret jeziorny i pałka wąskolistna. Wśród roślinności zanurzonej i pływającej, bujniejszej w zatokach, przeważają rdestnica przeszyta, rogatek, grzybienie białe i grążel żółty.
Jezioro leży na terenie Obszaru Chronionego Krajobrazu Pojezierza Olsztyńskiego o łącznej powierzchni 40 997,4 ha. Północna część jeziora oraz przyległe tereny stanowią „zespół przyrodniczo-krajobrazowy Jeziora Rzeckiego" ustanowiony w 2006 roku w celu zachowania walorów przyrodniczych i krajobrazowych obszaru o powierzchni ok. 173 ha.
Badanie czystości wody z 1996 roku wskazało na III klasę.